# Xanguet
El xanguet o cabeçuda (Aphia minuta) és un peix teleosti de la família Gobiidae.
El xanguet és un peix marí molt petit que habita en el mar Mediterrani i en l'oceà Atlàntic. És quasi transparent i d'aspecte delicat, amb una longitud màxima de 6 cm en els mascles i de 5 cm en les femelles. Viu prop de la costa i sol formar bancs de molts individus. La reproducció d'aquests peixos té lloc durant l'estiu.
El xanguet es coneix com a jonquillo o jonquet a les Illes Balears i com a "cabeçon" en occità. Es pesca sovint junt amb el sonso (Gymnammodytes cicerellus) i el cabotí (Pseudaphya ferreri).

## Gastronomia
La seva carn és benvolguda com aliment. És un peix petit molt apreciat en fritura (peix fregit) tant a les costes provençals com a les catalanes, igual que el joell o moixó Atherina boyeri (cabeçuda, en menorquí; melet, en occità), i el sonso o barrinaire (espetolí a Mallorca, enfú a Menorca) Gymmamodites cicerellus. Normalment els xanguets s'empolsen lleugerament amb farina abans de fregir-los. També es poden menjar barrejats amb ou batut en forma de truita, per fer la "truita de xanguet" que es menja normalment amb pa o trossejada com a tapa.